# Pollock (film)
Pollock er en amerikansk biografisk dramafilm fra 2000 instrueret af Ed Harris, der også spiller titelrollen som kunstneren Jackson Pollock. Harris blev nomineret til en Oscar for bedste mandlige hovedrolle og Marcia Gay Harden vandt en Oscar for bedste kvindelige birolle for sit portræt af Pollocks kone Lee Krasner.

## Medvirkende
- Ed Harris
- Marcia Gay Harden
- Tom Bower
- Jennifer Connelly
- Bud Cort
- John Heard
- Val Kilmer
- Amy Madigan
- Sally Murphy
- Stephanie Seymour
- Matthew Sussman
- Jeffrey Tambor
- Norbert Weisser
- Everett Quinton
- John Rothman
- Kenny Scharf

## Ekstern henvisning
- Pollock på Internet Movie Database (engelsk)
- Pollock på Filmdatabasen
- Pollock på Scope
- Pollock i Svensk Filmdatabas (svensk)
- Pollock på AlloCiné (fransk)
- Pollock på MovieMeter (nederlandsk)
- Pollock på AllMovie (engelsk)
- Pollock hos American Film Institute (engelsk)
- Pollocks profil hos Encyclopædia Britannica Online (engelsk)
- Pollock på Turner Classic Movies (engelsk)